# Gisela Dahl
Gisela Dahl (* vor 1982) ist eine ehemalige deutsche Fußballspielerin.

## Karriere
Dahl gehörte der SSG 09 Bergisch Gladbach an, mit der sie als Mittelfeldspielerin im Zeitraum von 1981 bis 1990 den Deutschen Fußball für knapp ein Jahrzehnt dominieren sollte. Während ihrer Vereinszugehörigkeit erreichte sie mit ihrer Mannschaft siebenmal das Finale um die Deutsche Meisterschaft, das sie fünfmal gewann und dreimal das Finale um den DFB-Pokal, das sie zweimal gewann. In ihrem dritten Meisterschaftsfinale am 30. Juni 1984 in Frankfurt am Main erzielte sie mit dem Treffer zum 3:1-Endstand in der 80. Minute gegen den FSV Frankfurt ihr einziges Tor sowie auch an gleicher Stätte in ihrem ersten Pokalfinale am 1. Mai 1982 beim 3:0-Sieg über den VfL Wittekind Wildeshausen mit dem Tor zum 1:0 in der neunten Minute.

## Erfolge
- Deutscher Meister 1982, 1983, 1984, 1988, 1989
- DFB-Pokal-Sieger 1982, 1984